# The Elfin Knight
The Elfin Knight (Roud 12, Child 2) är en traditionell skotsk folkballad, som det finns många versioner av. Alla versioners innefattar övernaturliga händelser, samt att utföra omöjliga uppgifter. Som det är fallet med de flesta traditionella folksånger har det spelats in otaliga helt olika versioner av samma ballad. Den första versionen trycktes runt 1674, men rötterna till låten kan vara betydligt äldre.

## Handling
I den äldsta kvarvarande versionen av denna ballad (cirka 1600-1650) hotar en älva att bortföra en ung kvinna för att vara hans älskare såvida hon inte kan utföra en omöjlig uppgift. Hon svarar med en lista över uppgifter som han först måste utföra och därmed undvika våldtäkt. Handlingen är nära besläktad med folksången "Riddles Wisely Expounded " (Child 1).
Senare versioner inverterar lustens riktning, där älvan föreslår uppgifter som damen måste utföra för att accepteras som sin älskare. Den första versen börjar vanligtvis med introduktionen av titelkaraktären:
The elphin knight sits on yon hill,
Blaw, blaw, blaw, wind blaw.
He blaws his horn both lewd and shril.
The wind hath blown my plaid awa.

## Varianter, inklusive "Scarborough Fair"
Denna ballad var ett av 25 traditionella verk som ingår i Ballads Weird and Wonderful som publicerades av John Lanes The Bodley Head 1912 och illustrerades av Vernon Hill .
Låten "Scarborough Fair" anses vara en relativt ny variant av "The Elfin Knight", och båda klassificeras officiellt som samma ballad. Mark Anderson (1874-1953), en pensionerad gruvarbetare från Newbiggin-by-the-Sea eller Middleton-in-Teesdale i Durham, England, sjöng "Scarborough Fair" till Ewan MacColl 1947. Martin Carthy lärde sig låten från MacColls sångbok och inkluderade den på sitt debutalbum 1965. Han visade sången för Paul Simon samma år, och Simon & Garfunkel släppte sin egen version, som blev enormt framgångsrik. Innan detta använde Bob Dylan, Martin Carthys version till grund för sin sång "Girl from the North Country" från hans andra album The Freewheelin 'Bob Dylan (1963).

## Inspelningar
Följande är några av de anmärkningsvärda inspelningarna av balladen, inklusive artister, titlar, album och år:
| Artist                      | Titel | Album                                  | År   |
| --------------------------- | --- | -------------------------------------- | ---- |
| Martin Carthy & Bert Jansch | "The Elfin Knight"                                                                                              | Child: Carthy                          | 2001 |
| Joel Frederiksen            | "Whittingham Fair (The Elfin Knight)" "The Lovers 'Tasks (The Elfin Knight)" "Scarborough Faire (Elfin Knight)" | The Elfin Knight: Ballads and Dances   | 2007 |
| Ewan MacColl & Peggy Seeger | "The Elfin Knight (Child #2)"                                                                                   | Classic Scots Ballads: Tradition Years | 2005 |
| Omnia                       | "The Elven Lover"                                                                                               | Alive!                                 | 2007 |
| Kate Rusby                  | "Elfin Knight"                                                                                                  | The Girl Who Couldn't Fly              | 2005 |
| BOANN                       | "Elfin Knight"                                                                                                  | Old Celtic & Nordic Ballads            | 2012 |

## Fortsatt läsning
- "American Versions of the Ballad of the Elfin Knight." The Journal of American Folklore 7, no. 26 (1894): 228-32. doi:10.2307/532838.
- Niles, John Jacob, Ron Pen, and WILLIAM BARSS. "The Elfin Knight (Child No. 2)." In The Ballad Book of John Jacob Niles, 11-20. Lexington, Kentucky: University Press of Kentucky, 2000. doi:10.2307/j.ctt130jnj1.7.